# 中国刑事警察学院
中国刑事警察学院，简称中国刑警学院，是中华人民共和国公安部直属、位于中国辽宁省沈阳市的一所高等学校。该校创建于1948年5月，前身是东北公安技术训练队和东北公安干部学校，1981年11月扩建为中国刑事警察学院，并由时任全国人大常委会委员长的彭真题写校名。

## 历史沿革
1948年5月，创建东北公安技术训练大队。1949年，改建东北公安干部学校。
1954年，更名中央人民警察干部学校。1954年，公安部重庆化验训练班、上海刑事科学技术研究所等并入。1956年，更名中央第一人民警察干部学校。1966年，撤销中央第一人民警察干部学校。
1972年，复校，更名公安部人民警察干部学校。1981年11月25日，批准创建中国刑事警察学院，合署办公。
1983年，消防专业分出，并入武警部队学院。2011年，开始学院扩建计划，承担本科生，第二学位以及硕士研究生，在职警察，军队保卫部门，外警和港澳台培训等任务。
2018年9月19日，公安部警犬技术学校（沈阳警犬基地）并入中国刑事警察学院。在此之前，公安部警犬技术学校与中国刑事警察学院警犬技术系、公安部沈阳警犬基地实行“三个番号，一个实体”的管理体制，教学管理工作由中国刑事警察学院负责。

## 院系设置
学院设有侦查系、刑事科学技术系、法医学系、警犬技术系，社会科学部、基础部、警体部。有侦查学、经济犯罪案件侦查、禁毒学、信息安全、刑事科学技术、法医学、警犬技术7个本科专业，有刑事侦查、治安管理、涉外警务、计算机犯罪侦查、经济犯罪侦查、禁毒学、痕迹检验、文件检验、交通事故处理、公安图像技术、法化学、法医学、警犬技术13个专业方向。1998年学院被国务院批准为硕士学位授予单位，并从1999年开始招收硕士学位研究生和第二学士学位学生。研究生教育设有诉讼法学、刑法学、分析化学、计算机应用技术和法医学专业5个硕士点。第二学士学位教育设有侦查学、计算机犯罪侦查，刑事科学技术、法化学、法医学等专业或专业方向。
目前学院共有在校生5,000余人，在籍函授生10,000余人，教职工660人，其中教学科研人员总计350人，教授、副教授160人，享受国家政府特殊贡献津贴的专家16人，享受部级津贴的专家13人。另外还拥有一批理处聘教授教官。
学院与美国、英国、日本、俄罗斯等国家及香港、澳门特别行政区的高等学校和警察机构建立了合作关系。每年聘请外籍专家和教师来校任教或讲学，派出人员到国外留学深造和访问交流；多次主办和参与国际学术研讨活动。

## 专业设置
研究生专业设置
| 专业名称       | 学制 | 学位         | 研究方向                                                             |
| -------------- | ---- | ------------ | -------------------------------------------------------------------- |
| 刑法学         | 三年 | 法学硕士学位 | 中国刑法、犯罪学、犯罪心理学                                         |
| 诉讼法学       | 三年 | 法学硕士学位 | 刑事诉讼法学、行政诉讼法学、侦查学、经济犯罪侦查、物证技术学、禁毒学 |
| 计算机应用技术 | 三年 | 工学硕士学位 | 公安图像处理及图像内容识别、视听资料检验、计算机物证检验技术         |
| 法医学         | 三年 | 医学硕士学位 | 法医病理学、法医物证学                                               |
| 分析化学       | 三年 | 理学硕士学位 | 刑事物证分析、刑事毒物分析                                           |
| 军事教育训练学 | 三年 | 军事硕士学位 | 警务体能及警务实战技能训练、警务战术与指挥训练                       |
| 法律硕士       | 三年 | 法学硕士学位 |                                                                      |

本科生专业设置
| 专业名称     | 学制 | 学位         | 研究方向                                               |
| ------------ | ---- | ------------ | ------------------------------------------------------ |
| 侦查学       | 四年 | 法学学士学位 | 刑事侦查、预审、涉外警务、行动技术、犯罪情报、治安管理 |
| 禁毒学       | 四年 | 法学学士学位 |                                                        |
| 经济犯罪侦查 | 四年 | 法学学士学位 |                                                        |
| 信息安全     | 四年 | 理学学士学位 | 计算机犯罪侦查                                         |
| 刑事科学技术 | 四年 | 工学学士学位 | 痕迹检验                                               |
| 警犬技术     | 四年 | 法学学士学位 | 文件检验、公安图像技术、法化学、交通事故处理           |
| 公安视听技术 | 四年 | 工学学士学位 |                                                        |
| 法医学       | 四年 | 医学学士学位 |                                                        |

第二学士学位专业设置
| 专业名称     | 学制 | 学位         |
| ------------ | ---- | ------------ |
| 侦查学       | 二年 | 法学学士学位 |
| 刑事科学技术 | 二年 | 工学学士学位 |
| 法医学       | 二年 | 法学学士学位 |

在职警察培训专业设置
| 办学形式   | 层次         | 专业         | 学制   | 学位         |
| ---------- | ------------ | ------------ | ------ | ------------ |
| 脱产学历班 | 专业证书班   | 侦查学       | 一年   |              |
| 脱产学历班 | 专业证书班   | 痕迹检验     | 一年   |              |
| 脱产学历班 | 专业证书班   | 文件检验     | 一年   |              |
| 脱产学历班 | 专业证书班   | 公安图像技术 | 一年   |              |
| 脱产学历班 | 专业证书班   | 法医学       | 一年   |              |
| 函授学历班 | 高起本       | 侦查学       | 五年   | 法学学士学位 |
| 函授学历班 | 专升本       | 侦查学       | 三年   | 法学学士学位 |
| 函授学历班 | 专升本       | 刑事科学技术 | 三年   | 法学学士学位 |
| 岗培班     | 各类岗位培训 | 各类岗位培训 | 三个月 |              |